# Don Nelson
Donald Arvid Nelson (* 15. Mai 1940 in Muskegon, Michigan) ist ein ehemaliger US-amerikanischer Basketballtrainer und -spieler. Als Spieler war Nelson für die Chicago Zephyrs, die Los Angeles Lakers sowie die Boston Celtics aktiv, mit denen er fünfmal die Meisterschaft gewann. Als Trainer betreute er die Milwaukee Bucks, Golden State Warriors, New York Knicks, Dallas Mavericks. Außerdem trainierte er die US-Nationalmannschaft bei der Basketball-WM 1994.

## Spielerkarriere
Nelson war von 1962 bis 1976 in der NBA aktiv, davon die Jahre ab 1965 bei den Boston Celtics. Dort war er als solider Ersatzspieler eine wichtige Entlastung auf den Forward-Positionen und konnte acht Jahre hintereinander (1967–75) einen zweistelligen Punkteschnitt pro Spiel erzielen. Insgesamt gewann Nelson mit den Celtics fünf NBA-Meisterschaften.

## Trainerkarriere
Der erste Verein von Don Nelson waren die Milwaukee Bucks, die er von 1976 bis 1987 trainierte. In den zehn Jahren schafften die Bucks siebenmal mehr als 50 Siege in der regulären Saison. In den Jahren 1983 und 1985 wurde Nelson mit dem NBA Coach of the Year Award ausgezeichnet.
Von 1988 bis 1995 war er Trainer der Golden State Warriors, wo er 1992 zum dritten Mal zum Coach of the Year gewählt wurde. 1994 gewann er mit dem „Dream Team II“ die Goldmedaille bei der Basketball-Weltmeisterschaft in Kanada. Nach einem Streit mit Chris Webber verließ er die Warriors und trainierte von Juli 1995 bis März 1996 die New York Knicks, wo er trotz relativ guter Ergebnisse Probleme mit den Spielern hatte.
Ab 1997 trainierte Nelson die Dallas Mavericks und schaffte mit ihnen mehr als 50 Siege in vier aufeinander folgenden Jahren, ohne jedoch die Finalrunde zu erreichen. Am 19. März 2005 trat Nelson als Trainer zurück. Ab dem 30. August 2006 trainierte er zum zweiten Mal die Golden State Warriors, die 2007 unter seiner Leitung erstmals seit 13 Jahren wieder die Playoffs erreichten. Dort schlugen sie, als achtbeste Mannschaft gesetzt, das an Nummer eins gesetzte ehemalige Nelson-Team der Dallas Mavericks mit 4:2, schieden jedoch in der zweiten Runde gegen die Utah Jazz aus.
Bei einer anlässlich des 50-jährigen Jubiläums der NBA 1996 unter Sportjournalisten durchgeführten Umfrage wurde Nelson unter die 10 besten NBA-Trainer aller Zeiten gewählt. Mit 1335 Hauptrunden-Siegen war er der in dieser Hinsicht erfolgreichste Trainer der Liga-Geschichte, bis ihn Gregg Popovich im März 2022 überflügelte. Am 7. April 2010 hatte Nelson den bisherigen Rekordtrainer Lenny Wilkens (1332) abgelöst. Im Gegensatz zur Spielerkarriere, als Nelson mit Boston fünf Meistertitel geholt hatte, gelangen ihm in seinen 31 Jahren als Trainer allerdings weder eine Meisterschaft noch ein Finaleinzug. Am 7. September 2012 wurde Nelson in die Naismith Memorial Basketball Hall of Fame aufgenommen.

## Ruf als Trainer
Nelson ist bekannt für seine unkonventionelle Herangehensweise. Im Laufe seiner Trainerkarriere setzte er immer wieder Spieler auf Positionen ein, für die sie aufgrund ihrer Anatomie und ihrer Fähigkeiten ungeeignet schienen. Weiterhin experimentierte er des Öfteren mit der taktischen Aufstellung und gilt als Erfinder der Position des Point Forward. Mit der Hack-a-Shaq-Taktik entwickelte er ein Vorgehen, das auf den gezielten Einsatz absichtlicher Fouls setzt. Den Teams von Don Nelson wurde oft nachgesagt, sie würden in der Offensive einen Run-and-gun-Basketball spielen und die Defensivarbeit tendenziell vernachlässigen.